# Pommerol
Pommerol is een gemeente in het Franse departement Drôme (regio Auvergne-Rhône-Alpes) en telt 16 inwoners (2009). De plaats maakt deel uit van het arrondissement Nyons.

## Geografie
Pommerol ligt 21 km ten oosten van Rémuzat (de voormalige hoofdstad van het kanton).
Het is een bergachtige gemeente, gelegen aan het begin van het Alpenmassief, wat haar de bijnaam "La Porte des Alpes" geeft.
Pommerol is een dal omgeven door 5 bergen:
Le Serre Merville (1124m)
De Heilige Romaanse (1341m)
Le Piégros (1250m)
De Raton (1473m)
De Archier (1571m), het hoogste punt van de Baronnies, is ook het hoogste punt van de Baronnies natuurgebied.
Het is omgeven door 4 passen:
De Col du Prieur (1023m) werd zo genoemd vanwege de zeer oude en onbevestigde aanwezigheid van een plaats van terugtrekking voor de monniken op het niveau van de laatste.
De Col du Faux (1100m)
De Col de la Fromagère of Col de Pommerol (1071m)
De Marsols Pass (1176m)
Een beek "La Pommerole" stroomt permanent op de bodem van de vallei.

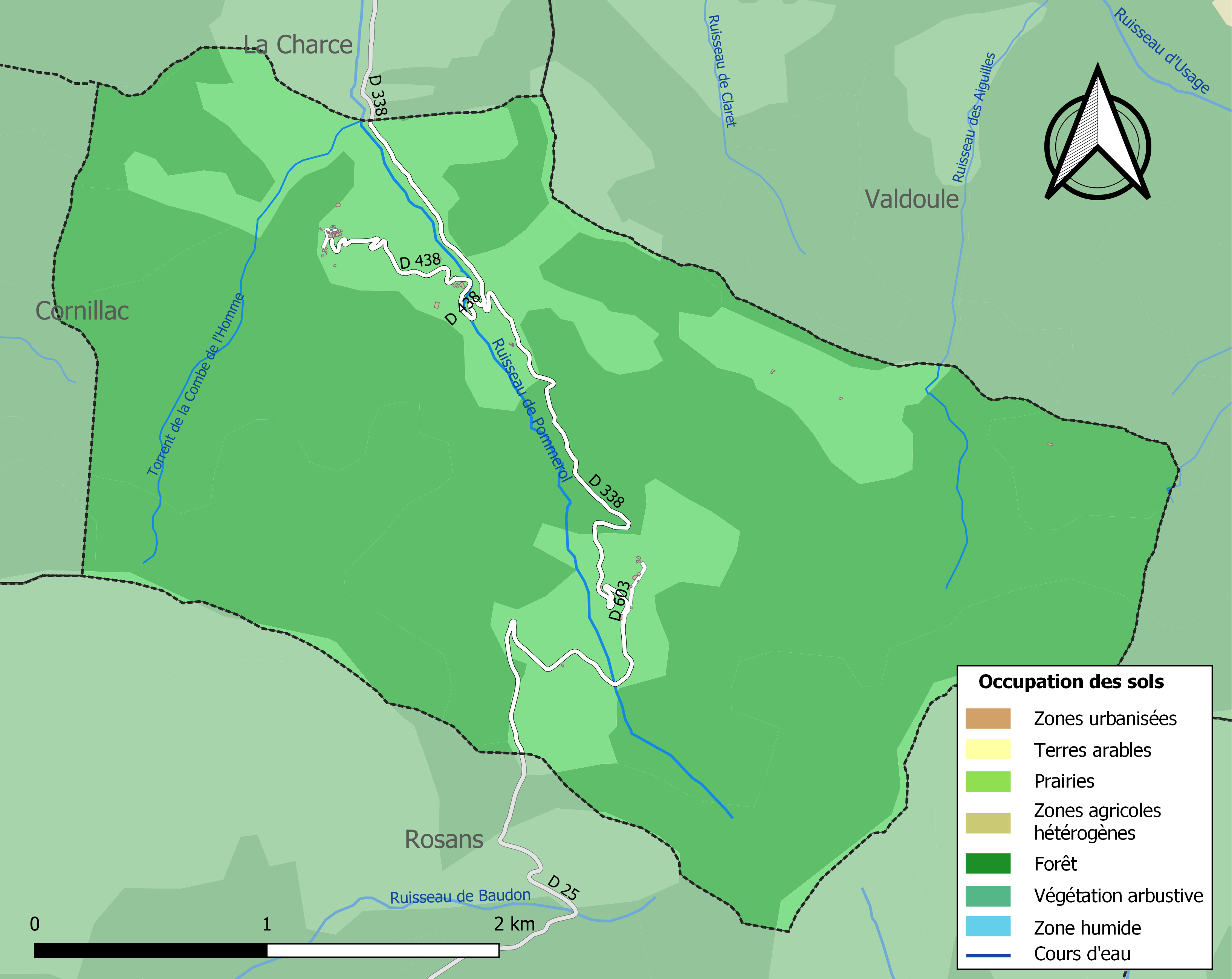
Kaart van de gemeente met belangrijkste infrastructuur, bodemgebruik en omliggende gemeenten

## Demografie
Onderstaande figuur toont het verloop van het inwonertal (bron: INSEE-tellingen).